# 에웨어 위키백과

에웨어 위키백과는 에웨어로 운영되는 위키백과 언어판이다. 2004년 7월 20일에 시작되었다. 기호는 ee이다.